# Mena Massoud

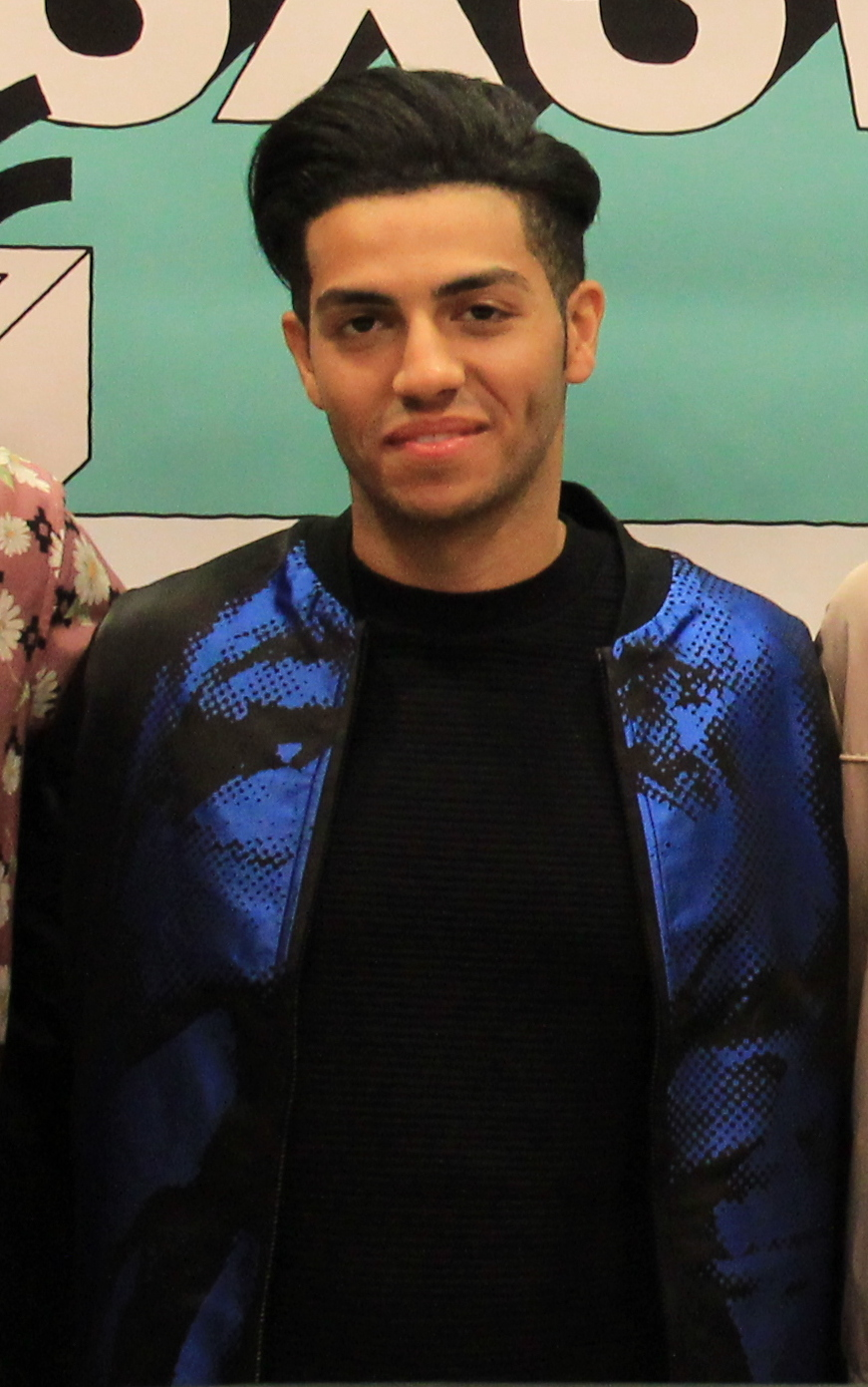
Mena Massoud (2019)

Mena Massoud (* 17. September 1991 in Kairo, Ägypten) ist ein ägyptisch-kanadischer Schauspieler. Einem weiten Publikum bekannt wurde er durch die Rolle des Jared Malik in der Serie Open Heart und als Tarek Kassar in Tom Clancy’s Jack Ryan. Internationale Aufmerksamkeit erhielt er im Jahr 2019 durch seine Hauptrolle des „Aladdin“ im gleichnamigen Disneyfilm.

## Leben und Karriere
Mena Massoud, Sohn koptischer Christen, ist mit seiner Familie im Alter von dreieinhalb Jahren aus Ägypten nach Toronto (Kanada) ausgewandert und hat dort bis zu seinem 25. Lebensjahr gelebt.
Im Alter von 25 zog er nach Los Angeles, um seine Karriere als Schauspieler zu realisieren. Vorher hatte er als Kellner gearbeitet, um seinen Umzug zu finanzieren. Wenige Monate darauf bewarb er sich auf die Hauptrolle des „Aladdin“ im gleichnamigen Disney-Film.
Nach einigen Vorsprechen in England hat er sich schließlich gegen tausende Mitbewerber durchgesetzt. Die Dreharbeiten fanden größtenteils in London statt. Ein paar Ausschnitte wurden in Jordanien gedreht. Die anderen zwei Hauptrollen im Film werden von Will Smith (Dschinni) und Naomi Scott (Prinzessin Jasmin) gespielt.

## Filmografie (Auswahl)
- 2015: Open Heart
- 2017: Saving Hope (Fernsehserie, 1 Folge)
- 2018: Tom Clancy’s Jack Ryan (Fernsehserie)
- 2019: Strange but True
- 2019: Run This Town
- 2019: Aladdin
- 2019: Reprisal (Fernsehserie, 10 Folgen)
- 2022: The Royal Treatment
- 2025: Dieser eine Augenblick (Wish You Were Here)

## Auszeichnungen für Musikverkäufe
| Goldene Schallplatte - Brasilien - 2024: für das Lied A Whole New World - Vereinigte Staaten - 2023: für das Lied A Whole New World |

| Land/RegionAuszeichnungen für Musikverkäufe (Land/Region, Auszeichnungen, Verkäufe, Quellen) | Gold     | Platin | Verkäufe | Quellen             |
| -------------------------------------------------------------------------------------------- | -------- | ------ | -------- | ------------------- |
| Brasilien (PMB)                                                                              | Gold1    | —      | 20.000   | pro-musicabr.org.br |
| Vereinigte Staaten (RIAA)                                                                    | Gold1    | —      | 500.000  | riaa.com            |
| Insgesamt                                                                                    | 2× Gold2 | —      |          |                     |